# 陳金水 (上校)
陳金水（1905年—1995年），臺灣新竹市北區湳雅人，臺灣飛行先驅、中華民國空軍人物。

## 生平
1905年，陳金水出生於新竹廳樹林頭區湳雅。樹林頭公學校（今新竹市北區北門國民小學）畢業。1920時就讀台北某五年制中學的他，觀賞到美國飛行家亞瑟·史密斯的飛行表演，對飛行心生嚮往。

### 學習飛航
1925年，陳金水從中學畢業後，私自坐船到東京府北多摩郡立川町（1940年改制為立川市）的飛行學校報考。在樹林頭公學校小川校長百般代為請求解釋下，其父陳成勉強同意其就讀。該校只有他與朝鮮的徐雄成是來自日本殖民地，兩人皆通過訓練。1927年獲得遞信省頒發的「三等飛行機操縱士」證書，由木口教官推薦留校擔助教。
1928年，他變賣在新竹老家的多數資產，以二萬伍千元日幣，購買一架老舊的纽波特教練機，拆運回台，選定在新竹公園麗池旁的空地起飛。這場宣告的飛行表演，造成新竹州前所未所的轟動，上萬觀眾期待他的表演。同年，4月17日，他啟動引擎在飛機還沒有爬到平飛高度前，引擎就呈現馬力不足現象，在眾目睽睽下，失速轉而栽落在附近的水圳中。幸運生還的他，認為墜機是日本人的蓄意破壞，於是向石塚英藏總督抗議要求爭索賠新機擬再次表演，但未果。之後新竹有了「陳金水，插入水」此順口溜。
與陳金水、兄長為日後的新竹客運董事長陳性熟識的吳火獅對此事有印象，但認為是因為陳金水買到破飛機。

### 加入空軍
1930年年底，陳金水利用家族與中國大陸的貿易往來，到達直抵漢口，加入中央空軍第一隊，獲授上尉官階。1931年7月，為抵抗石友三威迫北京，奉命沿平漢線追炸石友三部隊的運補線，不久調駐江西參加第三次江西剿共戰爭。1934年3月，由筧橋中央航校第一期高級班畢業，官階卻因制度改革，由少校降為中尉。1935年6月在洛陽分校擔任教官一星期後，調往貴陽，參加第五次圍剿戰爭。1936年進駐西安，在西安事變時，遭到拘留洗劫，事變後奉調廣州第五總站飛機管理股。1937年中日戰爭爆發，參加從南京攻擊上海日軍的任務，第二年轉入地面勤務工作。1941年，國軍向蘇聯新購SB轟炸機150架及I-153戰鬥機150架，他奉毛邦初總指揮命令，在西北各接運站之間負責這宗戰時武器輸入計劃。

### 接收任務
1945年，二次大戰結束後，陳金水奉航空委員會命令擔任接受臺灣的空軍先遣小組領隊，拒絕陳儀接收松山空軍機場的命令，原因是後者想以開辦民航空運為藉口企圖走私 。另外，當時派來台接管日本財產的新竹市市長為爭奪新竹客運前身台灣軌道株式會社的所有權，將陳性拘留在新竹警局，於是陳金水就帶松山機場的部下三十多人連夜南下包圍警局，拿槍指著局長迫放兄長。
不久，二二八事件爆發，兼任空軍二五地勤中隊長的陳金水，下令空軍警衛旅官兵嚴守機場秩序與安全，接納二百餘名受困公務員及其他民眾避難，事後獲得記大功一次的獎勵。當年3月8日一早，黃華昌奉蔣渭川之命拉攏人在松山機場的陳金水，想利用飛機南下嘉義救被圍困在水上機場的嘉義民兵，但陳金水拒絕投靠蔣渭川，表示自己是身為中華民國空軍軍人，受託擔任站長就不能違背職責，並強調要讓他們看看「跟他們不一樣的臺灣人魂」。
曾與時任空軍指揮部總務組組長的陳金水共事的李碧鏘，表示陳金水當時是臺灣人當中，唯一飛行500小時以上的空軍英雄，將他與吳振武並列。

### 競選國大
1947年，陳金水回新竹參加第一屆國民大會臺灣省代表選舉，與蘇紹文將軍角逐新竹的國大名額。兩人選戰時，有賄選的傳聞，以及陳金水被指控在爭奪客運所有權時濫用職權而落選。落敗後他仍在空軍服役，歷任防空司令部總務科長、副處長、花蓮防空指揮部副指揮官、空軍印刷廠廠長及空軍工業管理委員會副主任委員，1962年以空軍飛行上校官階退伍。

## 軼事
- 二戰末期，美軍大量空襲新竹時，新竹還謠傳是陳金水要報當初被新竹人嘲笑的仇[10]。
- 二二八事件前，吳火獅為打通在台北市南京西路新買的三間店面而把石門拆除，陳金水對他反應說：「你真傻，在大陸要做生意的人，是不會把門拆了。」不過吳火獅早已用監獄拆卸的鐵門安裝成店面門，沒料到二二八事件時因此保護了店面[8]。
- 在競選國大時，陳金水親自從松山機場駕駛練習機去選區空散傳單[7]。